# 内需司
内需司（ネスサ）は、李氏朝鮮の宮殿用の米穀、布木(麻布と木綿)、雑品、奴婢などに関する管理事務を取り扱う役所。

## 概要
宮殿用の米穀、麻布や木綿(布木)、雑品、奴婢などに関する事務を担当した。なお、宮殿内の米穀の供給は内資寺、宮殿内倉庫の米穀の供給は司䆃寺、奴婢の簿籍は掌隸司の担当であった。
傘下の長利所は農民向けの高利貸し業を担当し、50%の利子(長利は年五割の利子のこと)で貸付を行った。成宗の治世中に560ヶ所の長利所を235ヶ所に縮小した。

## 構成
- 典需 - 正五品
- 別坐 - 正五品
- 別坐 - 従五品
- 別提 - 正六品
- 副典需 - 従六品
- 別提 - 従六品
- 典会 - 従七品
- 典穀 - 従八品
- 典貨 - 従九品

## 内需司が登場する作品
- トンイ（2010年 MBC）
- 逆賊-民の英雄ホン・ギルドン-（2017年 MBC）
- 名家(ミョンガ)